# Telacanthura
Telacanthura — род птиц семейства стрижиных. Ранее включался в род иглохвостов (Chaetura).
Виды рода населяют Африку южнее Сахары.
Род включает 2 вида:
- Telacanthura melanopygia — итурийский иглохвост
- Telacanthura ussheri — пятнистогорлый иглохвост